# Dahlica caspari
Dahlica caspari is een vlinder uit de familie zakjesdragers (Psychidae). De wetenschappelijke naam van deze soort is voor het eerst geldig gepubliceerd in 1984 door Herrmann.
De soort komt voor in Europa.